# Лор, Эллен
Э́ллен Лор (нем. Ellen Lohr, 12 апреля 1965 года, Мёнхенгладбах, Германия) — немецкая автогонщица.
В 1986 г. участвовала в Еврокубке Формулы Форд 1600, а в следующем году выиграла Немецкую Формулу Форд, а также принимала участие в гонках Немецкой Ф3 и ДТМ, причем в ДТМ даже поднялась на подиум и завоевала 32 очка за 3 гонки. Следующие два года она провела немецкой Ф3, но заняла только 7 и 9 места соответственно, хотя в ГП Монако Ф3 поднялась на 2е место.
С 1991г по 1996 г. Эллен участвует в ДТМ, но выше 10го места по итогам сезона не поднимается, лучший её сезон — 1992 г., когда она одержала победу в первой гонке первого этапа на Хоккенхаймринге, а также 3 раза поднялась на подиум и показала один быстрейший круг в гонке. Всего она провела 144 гонки в ДТМ, и 5 раз поднималась на подиум, в том числе 1 раз — с победой.
После временного распада ДТМ, она провела 3 сезона в DTC — Deutsche Tourenwagen Challenge, завоевав 1 поул-позицию и два подиумных финиша, заняв в 2000 г. 5 место по итогам сезона. Также не принесли ей особых лавров участие в серии V8Stars в следующем году и Суперкубке Порше в 2003 г. Эллен Лор неоднократно участвовала в гонке 24 часа Нюрбургринга, но ни разу её не выигрывала. Также она принимала участие в ралли-рейдах (с 2004 г. — Дакар, 2008 г. Центрально-Европейское ралли). Кроме того она работает комменатором гонок ДТМ на ТВ.